# Jean-Michel Esponda
Jean-Michel Esponda, va néixer el 24 d'abril de 1943 a Hendaia. És un antic jugador de rugbi a XV, que ha jugat amb l'equip de França i a l'USAP al lloc de Pilar (1,85 m per a 96 kg).

## Carrera com a jugador

### Clubs
- Estadi Hendayais
- USAP

### A la selecció francesa
Disputà el seu primer partit amistós el 15 de juliol de 1967 contra l'equip de Sud-àfrica, i l'últim contra l'equip d'Anglaterra, el 22 de febrer de 1969.

## Palmarès

### En club
- Finalista de la Competició Yves du Manoir 1965

### En equip nacional
- 10 vegades internacional (3 el 1967, 4 el 1968 i 3 el 1969)
- Torneig de les cinc nacions disputat : 1969